# Países Bajos en la Copa Mundial de Fútbol de 2006
La selección de los Países Bajos fue uno de los 32 países participantes de la Copa Mundial de Fútbol de 2006, realizada en Alemania.
Luego de no clasificar a la Copa Mundial de Fútbol de 2002, la selección neerlandesa sufrió una fuerte reestructuración de la mano del entrenador Marco van Basten. El equipo que llegó al torneo contó con un gran número de figuras jóvenes, dispuestas a reeditar las buenas participaciones de los combinados finalistas de 1974 y 1978 y de los semifinalistas de 1998. Los únicos veteranos fueron el capitán Edwin van der Sar, Phillip Cocu,  Giovanni Van Bronckhorst y el goleador Ruud van Nistelrooy.
Los holandeses llegaron con muy buenos aprontes: fueron el primer equipo de Europa en clasificar al Mundial, en un proceso donde se mantuvieron invictos frente a equipos como la República Checa y Rumania, a lo que se sumó su posición en el 3.º lugar de la clasificación mundial de la FIFA.
Los Países Bajos fueron colocados en el Grupo C junto a Argentina, Costa de Marfil y Serbia y Montenegro. El nivel de los equipos en disputa le otorgó al grupo el título de grupo de la muerte. Sin embargo, las expectativas de una dura lucha entre los cuatro equipos se esfumó rápidamente. La Naranja Mecánica derrotó al equipo de la ex Yugoslavia por un cómodo 1:0 y luego lo hizo por 2:1 a sus símiles africanos. Ante los sudamericanos, un empate sin goles permitió que ambos equipos pasaran a la siguiente ronda.
En los octavos de final, los neerlandeses enfrentaron a Portugal. El partido fue extremadamente intenso, que se inició con un temprano gol portugués. Los holandeses trataron de revertir el marcador, pero la presión ejercida entre los equipos comenzó a convertirse en violencia. El partido registró el mayor número de amonestaciones en la historia de la Copa del Mundo, con 16 tarjetas amarillas y 4 expulsiones (dos por cada equipo), conocido también vergonzosamente como La batalla de Núremberg. Con solo nueve jugadores, los Países Bajos no pudieron derrotar al arquero Ricardo Pereira y fueron eliminados del torneo.

## Clasificación

### Grupo 1
| Pos. | Equipo          | Pts. | PJ | G  | E | P | GF | GC | Dif. | Clasificación |     | NED | CZE | ROM | FIN | MKD | ARM | AND |
| ---- | --------------- | ---- | -- | -- | - | - | -- | -- | ---- | ------------- | --- | --- | --- | --- | --- | --- | --- | --- |
| 1    | Países Bajos    | 32   | 12 | 10 | 2 | 0 | 27 | 3  | +24  | Clasificado   |     | —   | 2–0 | 2–0 | 3–1 | 0–0 | 2–0 | 4–0 |
| 2    | República Checa | 27   | 12 | 9  | 0 | 3 | 35 | 12 | +23  | Segunda Ronda |     | 0–2 | —   | 1–0 | 4–3 | 6–1 | 4–1 | 8–1 |
| 3    | Rumania         | 25   | 12 | 8  | 1 | 3 | 20 | 10 | +10  |               |     | 0–2 | 2–0 | —   | 2–1 | 2–1 | 3–0 | 2–0 |
| 4    | Finlandia       | 16   | 12 | 5  | 1 | 6 | 21 | 19 | +2   |               | 0–4 | 0–3 | 0–1 | —   | 5–1 | 3–1 | 3–0 |     |
| 5    | Macedonia       | 9    | 12 | 2  | 3 | 7 | 11 | 24 | −13  |               | 2–2 | 0–2 | 1–2 | 0–3 | —   | 3–0 | 0–0 |     |
| 6    | Armenia         | 7    | 12 | 2  | 1 | 9 | 9  | 25 | −16  |               | 0–1 | 0–3 | 1–1 | 0–2 | 1–2 | —   | 2–1 |     |
| 7    | Andorra         | 5    | 12 | 1  | 2 | 9 | 4  | 34 | −30  |               | 0–3 | 0–4 | 1–5 | 0–0 | 1–0 | 0–3 | —   |     |

 Fuente: MacedonianFootball

## Jugadores
Datos corresponden a situación previo al inicio del torneo
| #  | Nombre                     | Posición      | Edad | PJ Sel | Club              |
| -- | -------------------------- | ------------- | ---- | ------ | ----------------- |
| 1  | Edwin van der Sar          | Portero       | 35   | 109    | Manchester United |
| 2  | Kew Jaliens                | Defensa       | 27   | 1      | AZ Alkmaar        |
| 3  | Khalid Boulahrouz          | Defensa       | 24   | 11     | Hamburger SV      |
| 4  | Joris Mathijsen            | Defensa       | 26   | 8      | AZ Alkmaar        |
| 5  | Giovanni van Bronckhorst   | Defensa       | 31   | 57     | FC Barcelona      |
| 6  | Denny Landzaat             | Mediocampista | 30   | 23     | AZ Alkmaar        |
| 7  | Dirk Kuyt                  | Delantero     | 25   | 19     | Feyenoord         |
| 8  | Phillip Cocu               | Mediocampista | 35   | 97     | PSV Eindhoven     |
| 9  | Ruud van Nistelrooy        | Delantero     | 29   | 51     | Manchester United |
| 10 | Rafael van der Vaart       | Mediocampista | 23   | 35     | Hamburger SV      |
| 11 | Arjen Robben               | Delantero     | 22   | 20     | Chelsea FC        |
| 12 | Jan Kromkamp               | Defensa       | 25   | 11     | Liverpool FC      |
| 13 | André Ooijer               | Defensa       | 31   | 19     | PSV Eindhoven     |
| 14 | John Heitinga              | Defensa       | 22   | 18     | Ajax Ámsterdam    |
| 15 | Tim de Cler                | Defensa       | 27   | 3      | AZ Alkmaar        |
| 16 | Hedwiges Maduro            | Mediocampista | 21   | 11     | Ajax Ámsterdam    |
| 17 | Robin van Persie           | Delantero     | 22   | 10     | Arsenal FC        |
| 18 | Mark van Bommel            | Mediocampista | 29   | 37     | FC Barcelona      |
| 19 | Jan Vennegoor of Hesselink | Delantero     | 27   | 7      | PSV Eindhoven     |
| 20 | Wesley Sneijder            | Mediocampista | 22   | 23     | Ajax Ámsterdam    |
| 21 | Ryan Babel                 | Delantero     | 19   | 6      | Ajax Ámsterdam    |
| 22 | Henk Timmer                | Portero       | 34   | 2      | AZ Alkmaar        |
| 23 | Maarten Stekelenburg       | Portero       | 23   | 2      | Ajax Ámsterdam    |
| DT | Marco van Basten           |               |      |        |                   |

## Participación

### Enfrentamientos previos
| Fecha                   | Lugar     |              |                             | Resultado |                      |           |
| ----------------------- | --------- | ------------ | --------------------------- | --------- | -------------------- | --------- |
| 12 de noviembre de 2005 | Ámsterdam | Países Bajos | Bandera de los Países Bajos | 1:3 (1:2) | Bandera de Italia    | Italia    |
| 1 de marzo de 2006      | Ámsterdam | Países Bajos | Bandera de los Países Bajos | 1:0 (0:0) | Bandera de Ecuador   | Ecuador   |
| 27 de mayo de 2006      | Róterdam  | Países Bajos | Bandera de los Países Bajos | 1:0 (1:0) | Bandera de Camerún   | Camerún   |
| 1 de junio de 2006      | Eindhoven | Países Bajos | Bandera de los Países Bajos | 2:1 (0:1) | Bandera de México    | México    |
| 4 de junio de 2006      | Róterdam  | Países Bajos | Bandera de los Países Bajos | 1:1 (1:0) | Bandera de Australia | Australia |

### Primera fase
| Equipo              | Pts | PJ | PG | PE | PP | GF | GC | Dif |
| ------------------- | --- | -- | -- | -- | -- | -- | -- | --- |
| Argentina           | 7   | 3  | 2  | 1  | 0  | 8  | 1  | +7  |
| Países Bajos        | 7   | 3  | 2  | 1  | 0  | 3  | 1  | +2  |
| Costa de Marfil     | 3   | 3  | 1  | 0  | 2  | 5  | 6  | -1  |
| Serbia y Montenegro | 0   | 3  | 0  | 0  | 3  | 2  | 10 | -8  |

| 11 de junio de 2006, 15:00 | Países Bajos | 1:0 (1:0) | Serbia y Montenegro | Zentralstadion, Leipzig                                            |                                                                    |
|                            | Robben 18'   | Reporte   |                     | Asistencia: 37.216 espectadores Árbitro(s): Markus Merk (Alemania) | Asistencia: 37.216 espectadores Árbitro(s): Markus Merk (Alemania) |

| 16 de junio de 2006, 18:00 | Países Bajos                        | 2:1 (2:1) | Costa de Marfil | Gottlieb-Daimler-Stadion, Stuttgart                               |                                                                   |
|                            | van Persie 23' · van Nistelrooy 27' | Reporte   | B. Koné 38'     | Asistencia: 52.000 espectadores Árbitro(s): Óscar Ruiz (Colombia) | Asistencia: 52.000 espectadores Árbitro(s): Óscar Ruiz (Colombia) |

| 21 de junio de 2006, 21:00 | Argentina | 0:0     | Países Bajos | Waldstadion, Fráncfort                                                     |                                                                            |
|                            |           | Reporte |              | Asistencia: 48.000 espectadores Árbitro(s): Luis Medina Cantalejo (España) | Asistencia: 48.000 espectadores Árbitro(s): Luis Medina Cantalejo (España) |

### Octavos de final
| 25 de junio de 2006, 21:00 | Países Bajos | 0:1 (0:1) | Portugal    | Frankenstadion, Núremberg                                           |                                                                     |
|                            |              | Reporte   | Maniche 23' | Asistencia: 41.000 espectadores Árbitro(s): Valentín Ivanov (Rusia) | Asistencia: 41.000 espectadores Árbitro(s): Valentín Ivanov (Rusia) |

### Participación de jugadores
| #  | Nombre                     | Posición      | PJ | Min |   | Asist | Tiros  | Faltas |   |   |
| -- | -------------------------- | ------------- | -- | --- | - | ----- | ------ | ------ | - | - |
| 2  | Kew Jaliens                | Defensa       | 1  | 90  | 0 | 0     | 0      | 2-2    | 0 | 0 |
| 3  | Khalid Boulahrouz          | Defensa       | 4  | 202 | 0 | 0     | 0      | 2-5    | 3 | 1 |
| 4  | Joris Mathijsen            | Defensa       | 3  | 230 | 0 | 0     | 1      | 3-3    | 1 | 0 |
| 5  | Giovanni van Bronckhorst   | Defensa       | 3  | 270 | 0 | 0     | 1      | 1-5    | 3 | 1 |
| 6  | Denny Landzaat             | Mediocampista | 3  | 73  | 0 | 0     | 0      | 0-2    | 0 | 0 |
| 7  | Dirk Kuyt                  | Delantero     | 3  | 202 | 0 | 0     | 6      | 3-9    | 1 | 0 |
| 8  | Phillip Cocu               | Mediocampista | 4  | 353 | 0 | 0     | 4      | 3-8    | 0 | 0 |
| 9  | Ruud van Nistelrooy        | Delantero     | 3  | 195 | 1 | 0     | 4      | 3-6    | 0 | 0 |
| 10 | Rafael van der Vaart       | Mediocampista | 3  | 166 | 0 | 0     | 5      | 7-4    | 1 | 0 |
| 11 | Arjen Robben               | Delantero     | 3  | 270 | 1 | 1     | 9      | 4-6    | 1 | 0 |
| 12 | Jan Kromkamp               | Defensa       | 0  | 0   | 0 | 0     | 0      | 0-0    | 0 | 0 |
| 13 | André Ooijer               | Defensa       | 4  | 360 | 0 | 0     | 1      | 0-4    | 1 | 0 |
| 14 | John Heitinga              | Defensa       | 3  | 159 | 0 | 0     | 1      | 5-5    | 1 | 0 |
| 15 | Tim de Cler                | Defensa       | 1  | 90  | 0 | 0     | 0      | 1-1    | 1 | 0 |
| 16 | Hedwiges Maduro            | Mediocampista | 1  | 5   | 0 | 0     | 0      | 0-0    | 0 | 0 |
| 17 | Robin van Persie           | Delantero     | 4  | 336 | 1 | 1     | 8      | 12-13  | 0 | 0 |
| 18 | Mark van Bommel            | Mediocampista | 3  | 215 | 0 | 0     | 3      | 4-7    | 2 | 0 |
| 19 | Jan Vennegoor of Hesselink | Delantero     | 1  | 7   | 0 | 0     | 0      | 0-0    | 0 | 0 |
| 20 | Wesley Sneijder            | Mediocampista | 4  | 314 | 0 | 0     | 6      | 1-3    | 1 | 0 |
| 21 | Ryan Babel                 | Delantero     | 1  | 35  | 0 | 0     | 1      | 0-2    | 0 | 0 |
| #  | Nombre                     | Posición      | PJ | Min |   | Prom. | Atajos | Faltas |   |   |
| 1  | Edwin van der Sar          | Portero       | 4  | 360 | 2 | 0,5   | 18     | 2-0    | 0 | 0 |
| 22 | Henk Timmer                | Portero       | 0  | 0   | 0 | 0     | 0      | 0-0    | 0 | 0 |
| 23 | Maarten Stekelenburg       | Portero       | 0  | 0   | 0 | 0     | 0      | 0-0    | 0 | 0 |